# Tevaite Vernette
Tevaite Vernette (1965) is een Tahitaans actrice.
Vernette speelde de rol van Mauatua/Maimiti/Isabella tegenover Mel Gibson in de film The Bounty (1984). Dit is de enige film waarin zij tot op heden een rol had.
Ze is getrouwd, heeft twee kinderen en woont op Tahiti.

## Films
- The Bounty (1984) als Mauatua
- Far Away Places (2018) als Tahitaanse vrouw; kortfilm